# 锦岩庙
锦岩庙，位于中国广东省佛山市顺德区大良街道，为一处明代古建筑。1991年5月1日，列为顺德市文物保护单位；2006年，列入佛山市文物保护单位。